# The Castle Céilí Band
The Castle Céilí Band (Banna Céilí Caisleán en gaélique d'Irlande) est un groupe irlandais de musique traditionnelle à danser (ou Céilí). 

## Histoire
Le groupe fut fondé à Dublin, au début des années 1960,  par l'accordéoniste James Keane, le fiddler Seán Keane (frère du précédent, futur membre de Ceoltóirí Cualann et de The Chieftains) et le flûtiste Mick O'Connor (en). Le répertoire du groupe s'inspire profondément de la musique du comté de Clare
En 1965, il remporte le All-Ireland Fleadh Championship.
En 1971, le groupe enregistre un album éponyme (33 tours), publié sous le label Comhaltas Ceoltóirí Éireann en 1973. Pour l'occasion, l'ensemble est composé de Pádraig Ó Briain (accordéon - Paddy O'Brien remporte en 1953 le titre All-Ireland Fleadh|All-Ireland Fleadh Championship après un affrontement serré avec Joe Cooley), Bernard Ó Ciardha (percussions), des fiddlers Seosamh Ó Riain, Seán Ó Ceallaigh, Seán Ó Duibhir et Seán Ó Catháin, des flûtistes Micheál Ó Tiobraide et Micheál Ó Concubhair et de Bríd Ní Laifearta (piano).

## L'effectif au cours des ans
Les membres fondateurs
- James Keane (accordéon) ;
- Johnny McNamara (accordéon) ;
- Seán Keane (fiddle) ;
- Mick O'Connor (en) (Irish flute) ;
- Con Hayes (percussions) ;
- Seán Burke (piano).

Membres temporaires
- Michael Tubridy (tin whistle, Irish flute et concertina) ;
- Ciaran Mac Mathuna (piano)[5].

Dans les années 70
- Michael O’Connor ;
- Paddy O'Brien (1969 à 1978[6]) ;
- John Kelly ;
- Seán Keane ;
- Michael Tubridy ;
- Joe Ryan ;
- John Dwyer ;
- Bridie Lafferty ;
- Benny Carey.

## Discographie
- Castle Céilí Band (1972[7]) ;
- Reunion Concert, compilation des Céilí Bands champions d'Irlande (2001).